# PowerPC 604
PowerPC 604シリーズはApple Computer、モトローラ、IBMが共同で開発した、32ビットのRISCマイクロプロセッサである。PowerPC 601の後継として演算能力に主眼を置いて開発された。Apple ComputerのPower Macintoshシリーズなどに広く採用された。
PowerPC 604には発展系の604e及び604evがある。604evはMach5の名称でも知られている。

## 設計
PowerPC 604シリーズは601シリーズに比べ強力な演算能力を持つ。また、601シリーズと異なりPOWERアーキテクチャとの互換性はない。主な仕様は以下の通りである。
- 4命令実行のアウト・オブ・オーダー実行可能なスーパースカラコア
- 36ビットのアドレスバス (うち4ビットはパリティ)
- 内部64ビット/外部72ビットのデータバス (うち8ビットはパリティ)
- 整数演算ユニット×3 (ALU×2、乗除算ユニット×1)
- 浮動小数点演算ユニット×1
- 604では32KB、604e及び604evでは64KBのL1キャッシュ
- 604及び604eではシステムバスにL2キャッシュ、604evではインラインL2キャッシュに対応
- コア1.9V、I/O3.3Vの動作電圧
- 消費電力はPowerPC 604e 250MHzにおいて6W/10W（平均/最高)
- パワーマネージメントシステム
- マルチプロセッサ対応

動作クロックは初期の604で120MHz、最終的には604eで350MHz、604evで400MHz（パソコンに搭載されたのは350MHzまで）。

## 特徴
PowerPC 604シリーズの特徴はその強力な演算能力にある。3つの整数演算ユニット、1つの浮動小数点ユニットを並列で動作させることができ、マルチプロセッサ構成にも対応していた。消費電力は、同世代のPowerPC 603シリーズに比べ大きいものの、Pentiumシリーズと比べると小さく、比較的消費電力の少ないプロセッサであった。
AppleのPower MacintoshシリーズやIBMのRS/6000シリーズなど、ミッドレンジからハイエンド向けの据え置き型パソコンやワークステーションに採用された。
卓越した演算能力は大きな特徴であったが、その一方で構造が複雑で高クロック化が難しいという欠点も抱えていた。また末期にはL2キャッシュシステムの旧弊化が目立ち、その打開策としてMach5で採用したインラインキャッシュは非常に複雑で部品点数も多く、価格の高騰を招いた。
Mach5登場の僅か数ヶ月後には、AppleはPowerPC 750を、新たにPowerPC G3と名付けて採用した。604はG3コアよりも多くの演算器、より強力なアウト・オブ・オーダー実行機構を持っていたが、整数演算性能についてはG3コアに対して大きな差を付けることができなかった。その後IBMとモトローラは604ではなく、G3をベースにPowerPCファミリの開発を行なっていったため、直接の後継となるプロセッサは存在しない。ただし、604シリーズの強力な浮動小数点ユニットは後にモトローラのPowerPC G4に採用された。

## 製品

### PowerPC 604
- 量産開始：1994年4月
- 技術：500ナノメートル
- トランジスタ：360万個
- ダイサイズ：196mm²
- 周波数：100～180MHz
- 電圧：3.3ボルト
- アーキテクチャ：32ビット
- アドレスバス：32ビット
- データバス 64ビット
- データバス周波数：33、40、50 MHz
- L1キャッシュ：32KB
- 100MHz時の性能：SPECint92：160 / SPECfp92：165
- 消費電力: 14-17 W (133 MHz)

### PowerPC 604e
- 量産開始：1996年
- 技術：350ナノメートル
- トランジスタ：510万個
- ダイサイズ：148または96mm²
- 周波数：166～233MHz
- 電圧：2.5ボルト
- アーキテクチャ：32ビット
- アドレスバス：32ビット
- データバス 64ビット
- データバス周波数：33、40、50 MHz
- L1キャッシュ：64KB
- 消費電力：16-18W（233MHz時)

### PowerPC 604ev
- 量産開始：1997年6月
- 技術：250ナノメートル
- トランジスタ：510万個
- ダイ・サイズ：47mm²
- 周波数：250～350MHz
- 電圧：1.8ボルト
- アーキテクチャ：32ビット
- アドレスバス：32ビット
- データバス 64ビット
- データバス周波数：50MHz
- L1キャッシュ：64KB
- 350MHzでの性能：SPECint95：14.6 / SPECfp95：9
- 消費電力：6W（250MHz時)